# 绿党和左翼联盟
绿党和左翼联盟（義大利語：Alleanza Verdi e Sinistra，缩写为AVS）是意大利的一个左翼政党联盟，成立于2022年7月2日。该联盟经常被称作“红绿联盟”。

## 组成

### 成员党
- 意大利左翼
- 绿色欧洲（英语：Green Europe）

### 地区伙伴
- 南蒂罗尔/上阿迪杰绿党（英语：Greens (South Tyrol)）
- 进步党（英语：Progressive Party (Sardinia)）
- 环境权利平等
- 公民网络（英语：Civic Network）
- 南方党（英语：Party of the South (Italy)）

### 前联系党
- 可能